# Site mégalithique de la Lande du Gras
Le site mégalithique de la Lande du Gras est un complexe mégalithique situé à Meslin, dans le département français des Côtes-d'Armor. Dans un rayon d'un peu moins de 500 m, ont été édifiés quatre allées couvertes, deux menhirs et un probable tertre tumulaire.

## Protection
Une allée couverte, appelée La Guigne Folle, est classée au titre des monuments historiques en 1962 et l'ensemble du site est inscrit en 1996.

## Description
L'allée couverte, dite la Guigne Folle, mesure 16 m de long pour une largeur intérieure de 1,35 m. Elle est en partie délabrée. Seules trois tables de couverture sont encore en place, les trois autres sont tombées au sol. Tous les éléments sont en grès éocène. En 1865, un paysan la fouilla partiellement et y découvrit une hache polie en chloromélanite et un brassard d'archer en schiste. Des fragments d'une céramique attribuée à la Culture campaniforme y ont aussi été retrouvés.
À environ 200 m au sud-est de cette allée, se dresse un petit menhir (1,15 m de hauteur, 2,50 m de large, 0,50 m d'épaisseur) en grès, orienté sensiblement est-ouest.

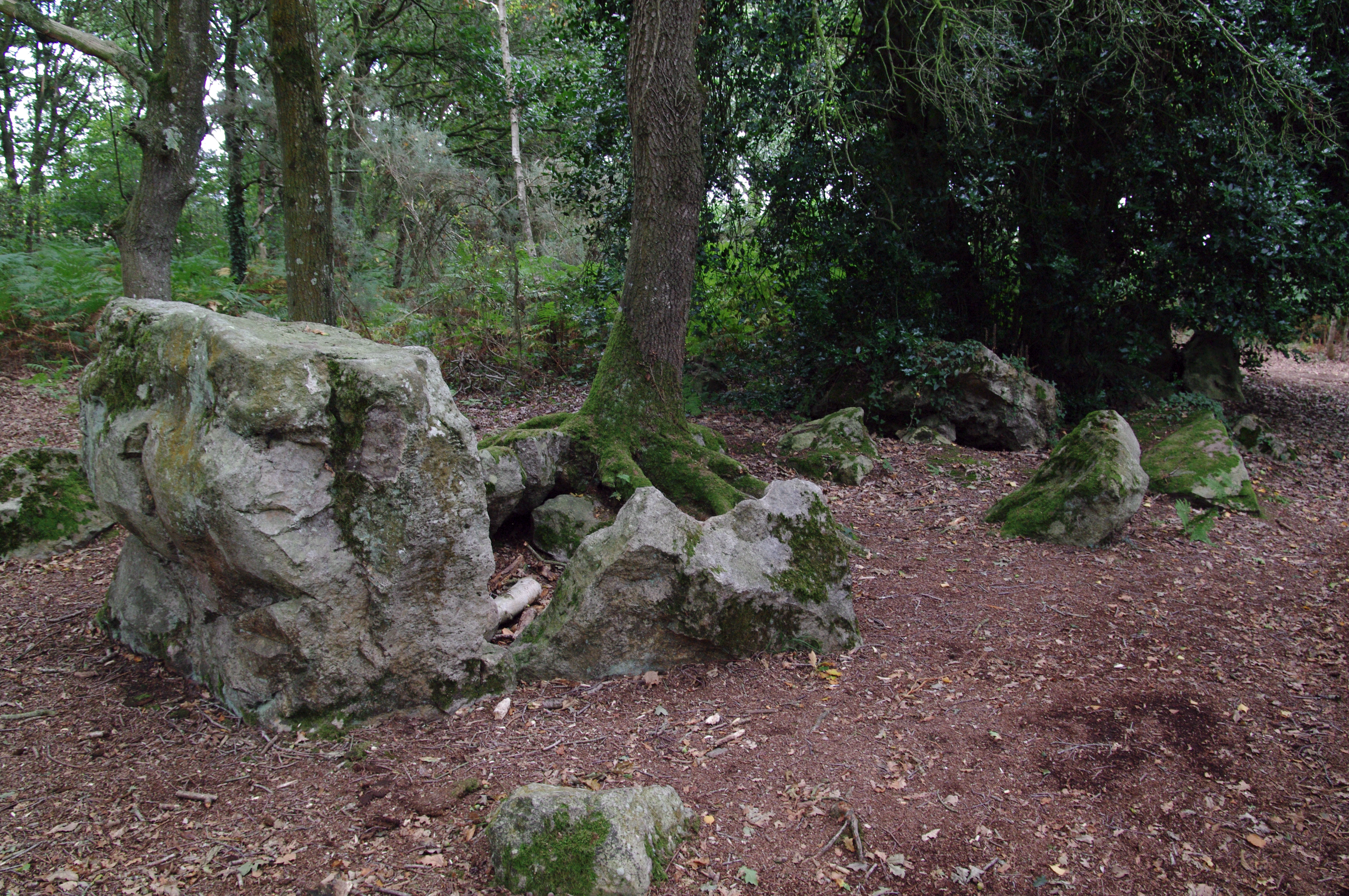
Allée couverte près de la Chaise à Margot.

La deuxième allée couverte, appelée parfois allée couverte du Champ des Caves, située en limite de lande au sud-est, mesure 14 m de long. Elle est orientée sud-ouest/nord-est et comporte une cellule terminale au nord-est,.

La troisième allée couverte est située à 10 m du menhir dit de La Chaise à Margot ou Chaise à Madame, qui en est le menhir indicateur (2,05 m de hauteur). Cette allée couverte est ruinée mais on peut estimer qu'elle mesurait environ 9,80 m de long pour  1,60 m de large. Tous les éléments de l'allée et le menhir sont en grès éocène
.
Une quatrième allée couverte, disparue vers 1885, fut fouillée sur le site en 1842. Les outils de silex recueillis sur place furent déposés au musée de Saint-Brieuc.
Au milieu du site (borne géodésique d'altitude 96 m), un ensemble confus de blocs naturels et de blocs d'origine anthropiques pourrait être les vestiges d'un tertre tumulaire arasé.
Des prospections sur le site ont permis de recueillir plusieurs éléments mobiliers attribuables au Néolithique et à l'âge du fer.